# Popovci
Popovci so naselje v Občini Videm.